# Абдулвагаб Мохаммед Алі Ар-Раухані
Абдулвагаб Мохаммед Алі Ар-Раухані (араб. عبد الوهاب الروحاني; нар. 1958) — єменський дипломат. Надзвичайний і Повноважний Посол Ємену в Україні за сумісництвом.

## Життєпис
Народився в 1958 році в селі Рохан. Він переїхав в Сані в 1972 році, навчався в початковій школі для дітей-сиріт та в молодших класах середньої школи промислових людей в 1975 році, а потім закінчив середню школу Абдель Нассер в 1978 році.
У 1976 році був призначений редактором новин єменського інформаційного агентства Saba, після введення відкритого конкурсу, оголошеного виконувати функції газети «визволителів» єменської революції і інформаційне агентство SABA.
Під впливом професії журналіста з самого раннього віку, почав писати в газеті Аль-Тавра, де він почав свою роботу коригувальником, який ще вчиться в середній і вищій школі.
У 1979 році був направлений на навчання до Радянського Союзу. Він отримав ступінь магістра в галузі журналістики, в травні 1985 року в Білоруському державному університеті. Він отримав ступінь бакалавра в галузі викладання російської мови 12 червня 1985 року в Білоруському державному університеті.
У 1987 році він очолив Національну службу оборони. Він працював редактором, журналістом газети єменської революції.
Він був обраний членом керівного органу єменських журналістів Syndicate в 1988 році.
Обраний в 1991 році головою загального організаційного відділення партії народного конгресу в Сані.
Обрано членом Загального народного конгресу двох скликань поспіль Палати представників (1993 і 1997), і продовжив бути членом Палати представників до 2003 року.
У 1993—1997 рр. — Член Державного Комітету по свободам і правам людини Палати представників.
У 1997—2001 рр. — обраний головою Комітету з інформації, культура і туризм Ради представників.
З 4 квітня 2001 по грудень 2002 — Міністр культури Республіки Ємен.
У 2003—2007 рр. — Надзвичайний і Повноважний Посол Ємену в РФ, а також за сумісництвом у Фінляндії, Білорусі, Україні, Молдові.
У травні 2007 року захистив докторську дисертацію з політології Дипломатичної академії МЗС Росії на тему: «Виникнення і розвиток демократичних інститутів в Республіці Ємен, в світлі єдності»
Викладач з політичних комунікацій і громадської думки на факультеті журналістики в Університеті Сана.
Він був призначений членом Ради Ємену від 21 травня 2008 року — по теперішній час.